# Tournoi de tennis de Tel Aviv

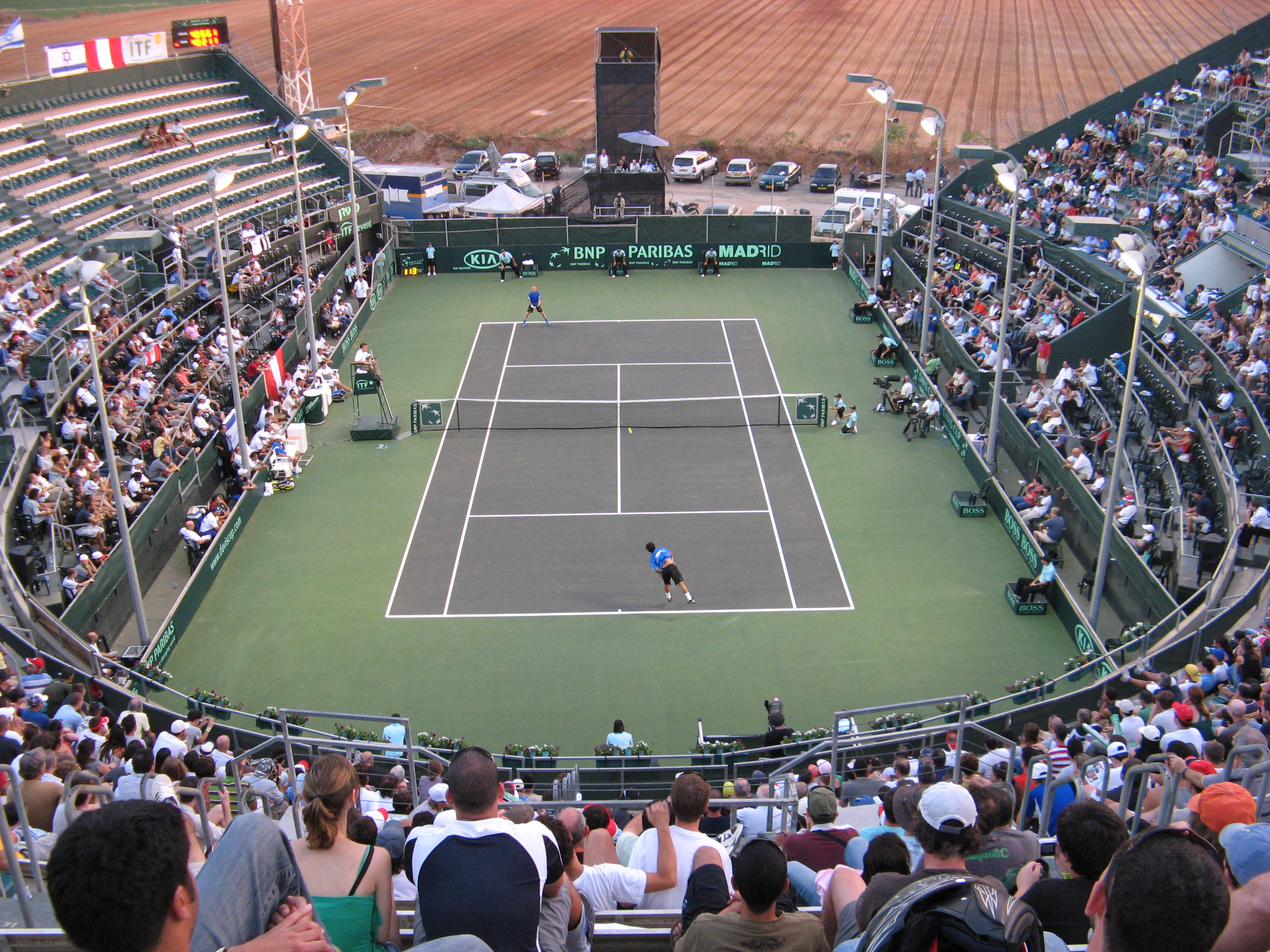
Canada Stadium Israel 2008

Le tournoi de Tel Aviv est un tournoi de tennis. 
Créé en 1978 en tant que tournoi Challenger, le tournoi masculin ATP s'est tenu de 1979 à 1996. En 2014, le tournoi est réintroduit aux dépens de l'Open de Saint-Pétersbourg en raison de conflits politiques en Ukraine. Il est finalement annulé pour des raisons de sécurité à cause du conflit entre Israël et la Palestine.
Une épreuve féminine du circuit professionnel WTA était planifiée en 2006. Initialement programmé à la mi-octobre au calendrier de la WTA, l'événement sportif est annulé en juillet en raison du conflit israélo-libanais. Différée au 29 octobre de la saison 2007, l'épreuve est une nouvelle fois annulée. 

## Palmarès messieurs

### Simple
| No | Date       | Nom et lieu du tournoi                        | Catégorie      | Dotation       | Surface        | Vainqueur           | Finaliste            | Score          |                |
| -- | ---------- | --------------------------------------------- | -------------- | -------------- | -------------- | ------------------- | -------------------- | -------------- | -------------- |
| 1  | 15-10-1978 | , Tel Aviv                                    | Challenger     | 25 000 $       | Dur (ext.)     | Tom Okker           | Peter Feigl          | 6-7, 6-4, 6-2  |                |
| 2  | 08-10-1979 | , Tel Aviv                                    |                | 50 000 $       | Dur (ext.)     | Tom Okker           | Per Hjertquist       | 6-4, 6-3       |                |
| 3  | 06-10-1980 | , Tel Aviv                                    |                | 50 000 $       | Dur (ext.)     | Harold Solomon      | Shlomo Glickstein    | 6-2, 6-3       |                |
| 4  | 05-10-1981 | , Tel Aviv                                    |                | 75 000 $       | Dur (ext.)     | Mel Purcell         | Per Hjertquist       | 6-1, 6-1       |                |
|    | 1982       | Pas de tournoi                                | Pas de tournoi | Pas de tournoi | Pas de tournoi | Pas de tournoi      | Pas de tournoi       | Pas de tournoi | Pas de tournoi |
| 5  | 10-10-1983 | , Tel Aviv                                    |                | 75 000 $       | Dur (ext.)     | Aaron Krickstein    | Christoph Zipf       | 7-6, 6-3       |                |
| 6  | 10-09-1984 | , Tel Aviv                                    |                | 75 000 $       | Dur (ext.)     | Aaron Krickstein    | Shahar Perkiss       | 6-4, 6-1       |                |
| 7  | 14-10-1985 | , Tel Aviv                                    |                | 80 000 $       | Dur (ext.)     | Brad Gilbert        | Amos Mansdorf        | 6-3, 6-2       |                |
| 8  | 06-10-1986 | , Tel Aviv                                    |                | 85 000 $       | Dur (ext.)     | Brad Gilbert        | Aaron Krickstein     | 7-5, 6-2       |                |
| 9  | 12-10-1987 | , Tel Aviv                                    |                | 89 400 $       | Dur (ext.)     | Amos Mansdorf       | Brad Gilbert         | 3-6, 6-3, 6-4  |                |
| 10 | 10-10-1988 | , Tel Aviv                                    |                | 95 000 $       | Dur (ext.)     | Brad Gilbert        | Aaron Krickstein     | 4-6, 7-6, 6-2  |                |
| 11 | 16-10-1989 | , Tel Aviv                                    |                | 100 000 $      | Dur (ext.)     | Jimmy Connors       | Gilad Bloom          | 2-6, 6-2, 6-1  |                |
| 12 | 08-10-1990 | Riklis Israel Tennis Center Classic, Tel Aviv | World Series   | 125 000 $      | Dur (ext.)     | Andrei Chesnokov    | Amos Mansdorf        | 6-4, 6-3       |                |
| 13 | 07-10-1991 | Riklis Israel Tennis Center Classic, Tel Aviv | World Series   | 125 000 $      | Dur (ext.)     | Leonardo Lavalle    | Christo van Rensburg | 6-2, 3-6, 6-3  |                |
| 14 | 12-10-1992 | Riklis Israel Tennis Center Classic, Tel Aviv | World Series   | 130 000 $      | Dur (ext.)     | Jeff Tarango        | Stéphane Simian      | 4-6, 6-3, 6-4  |                |
| 15 | 11-10-1993 | Riklis Israel Open, Tel Aviv                  | World Series   | 175 000 $      | Dur (ext.)     | Stefano Pescosolido | Amos Mansdorf        | 7-6, 7-5       |                |
| 16 | 10-10-1994 | Israel Open, Tel Aviv                         | World Series   | 250 000 $      | Dur (ext.)     | Wayne Ferreira      | Amos Mansdorf        | 7-6, 6-3       |                |
| 17 | 09-10-1995 | Joyce Eisenberg Israel Open, Tel Aviv         | World Series   | 250 000 $      | Dur (ext.)     | Ján Krošlák         | Javier Sánchez       | 6-3, 6-4       |                |
| 18 | 14-10-1996 | Joyce Eisenberg Israel Open, Tel Aviv         | World Series   | 303 000 $      | Dur (ext.)     | Javier Sánchez      | Marcos Ondruska      | 6-4, 7-5       |                |
|    | 1997-2021  | Pas de tournoi                                | Pas de tournoi | Pas de tournoi | Pas de tournoi | Pas de tournoi      | Pas de tournoi       | Pas de tournoi | Pas de tournoi |
| 19 | 26-09-2022 | Tel Aviv Watergen Open, Tel Aviv              | ATP 250        | 949 475 $      | Dur (int.)     | Novak Djokovic      | Marin Čilić          | 6-3, 6-4       | Tableau        |

### Double
| No | Date       | Nom et lieu du tournoi                        | Catégorie      | Dotation       | Surface        | Vainqueurs                        | Finalistes                          | Score          |                |
| -- | ---------- | --------------------------------------------- | -------------- | -------------- | -------------- | --------------------------------- | ----------------------------------- | -------------- | -------------- |
| 1  | 15-10-1978 | , Tel Aviv                                    | Challenger     | 25 000 $       | Dur (ext.)     | Peter Feigl Eric Friedler         | Mike Fishbach Tom Okker             | 6-3, 6-7, 6-3  |                |
| 2  | 08-10-1979 | , Tel Aviv                                    |                | 50 000 $       | Dur (ext.)     | Tom Okker Ilie Năstase            | Mike Cahill Colin Dibley            | 7-5, 6-4       |                |
| 3  | 06-10-1980 | , Tel Aviv                                    |                | 50 000 $       | Dur (ext.)     | Per Hjertquist Steve Krulevitz    | Eric Fromm Cary Leeds               | 7-6, 6-3       |                |
| 4  | 05-10-1981 | , Tel Aviv                                    |                | 75 000 $       | Dur (ext.)     | Steve Meister Van Winitsky        | John Feaver Steve Krulevitz         | 3-6, 6-3, 6-3  |                |
|    | 1982       | Pas de tournoi                                | Pas de tournoi | Pas de tournoi | Pas de tournoi | Pas de tournoi                    | Pas de tournoi                      | Pas de tournoi | Pas de tournoi |
| 5  | 10-10-1983 | , Tel Aviv                                    |                | 75 000 $       | Dur (ext.)     | Colin Dowdeswell Zoltán Kuhárszky | Peter Elter Peter Feigl             | 6-4, 7-5       |                |
| 6  | 10-09-1984 | , Tel Aviv                                    |                | 75 000 $       | Dur (ext.)     | Peter Doohan Brian Levine         | Colin Dowdeswell Jakob Hlasek       | 6-3, 6-4       |                |
| 7  | 14-10-1985 | , Tel Aviv                                    |                | 80 000 $       | Dur (ext.)     | Brad Gilbert Ilie Năstase         | Michael Robertson Florin Segarceanu | 6-3, 6-2       |                |
| 8  | 06-10-1986 | , Tel Aviv                                    |                | 85 000 $       | Dur (ext.)     | John Letts Peter Lundgren         | Christo Steyn Danie Visser          | 6-3, 3-6, 6-3  |                |
| 9  | 12-10-1987 | , Tel Aviv                                    |                | 89 400 $       | Dur (ext.)     | Gilad Bloom Shahar Perkiss        | Wolfgang Popp Huub van Boeckel      | 6-2, 6-4       |                |
| 10 | 10-10-1988 | , Tel Aviv                                    |                | 95 000 $       | Dur (ext.)     | Roger Smith Paul Wekesa           | Patrick Baur Alexander Mronz        | 6-3, 6-3       |                |
| 11 | 16-10-1989 | , Tel Aviv                                    |                | 100 000 $      | Dur (ext.)     | Jeremy Bates Patrick Baur         | Rikard Bergh Per Henricsson         | 6-1, 4-6, 6-1  |                |
| 12 | 08-10-1990 | Riklis Israel Tennis Center Classic, Tel Aviv | World Series   | 125 000 $      | Dur (ext.)     | Nduka Odizor Christo van Rensburg | Ronnie Båthman Rikard Bergh         | 6-3, 6-4       |                |
| 13 | 07-10-1991 | Riklis Israel Tennis Center Classic, Tel Aviv | World Series   | 125 000 $      | Dur (ext.)     | David Rikl Michiel Schapers       | Javier Frana Leonardo Lavalle       | 6-2, 6-7, 6-3  |                |
| 14 | 12-10-1992 | Riklis Israel Tennis Center Classic, Tel Aviv | World Series   | 130 000 $      | Dur (ext.)     | Mike Bauer João Cunha e Silva     | Mark Koevermans Tobias Svantesson   | 6-3, 6-4       |                |
| 15 | 11-10-1993 | Riklis Israel Open, Tel Aviv                  | World Series   | 175 000 $      | Dur (ext.)     | Sergio Casal Emilio Sánchez       | Mike Bauer David Rikl               | 6-4, 6-4       |                |
| 16 | 10-10-1994 | Israel Open, Tel Aviv                         | World Series   | 250 000 $      | Dur (ext.)     | Lan Bale John-Laffnie de Jager    | Jan Apell Jonas Björkman            | 6-7, 6-2, 7-6  |                |
| 17 | 09-10-1995 | Joyce Eisenberg Israel Open, Tel Aviv         | World Series   | 250 000 $      | Dur (ext.)     | Jim Grabb Jared Palmer            | Kent Kinnear David Wheaton          | 6-4, 7-5       |                |
| 18 | 14-10-1996 | Joyce Eisenberg Israel Open, Tel Aviv         | World Series   | 303 000 $      | Dur (ext.)     | Marcos Ondruska Grant Stafford    | Noam Behr Eyal Erlich               | 6-3, 6-2       |                |
|    | 1997-2021  | Pas de tournoi                                | Pas de tournoi | Pas de tournoi | Pas de tournoi | Pas de tournoi                    | Pas de tournoi                      | Pas de tournoi | Pas de tournoi |
| 19 | 26-09-2022 | Tel Aviv Watergen Open, Tel Aviv              | ATP 250        | 949 475 $      | Dur (int.)     | Rohan Bopanna Matwé Middelkoop    | Santiago González Andrés Molteni    | 6-2, 6-4       | Tableau        |

## Palmarès dames

### Simple
| Date     | Nom et lieu du tournoi | Cat.    | ($)     | Surf.      | Vainqueur       | Finaliste       | Score           |
| 16/10/06 | Anda Open, Tel Aviv    | Tier IV | 145 000 | Dur (ext.) | Épreuve annulée | Épreuve annulée | Épreuve annulée |
| 29/10/07 | Anda Open, Tel Aviv    | Tier IV | 145 000 | Dur (ext.) | Épreuve annulée | Épreuve annulée | Épreuve annulée |

### Double
| Date     | Nom et lieu du tournoi | Cat.    | ($)     | Surf.      | Vainqueur       | Finaliste       | Score           |
| 16/10/06 | Anda Open, Tel Aviv    | Tier IV | 145 000 | Dur (ext.) | Épreuve annulée | Épreuve annulée | Épreuve annulée |
| 29/10/07 | Anda Open, Tel Aviv    | Tier IV | 145 000 | Dur (ext.) | Épreuve annulée | Épreuve annulée | Épreuve annulée |